# 東弘
東 弘（あずま ひろし、1959年6月21日 - ）は、日本の検察官、公証人。盛岡地方検察庁検事正、長野地方検察庁検事正、札幌地方検察庁検事正、さいたま地方検察庁検事正等を歴任した。

## 来歴・人物
栃木県宇都宮市出身。東北大学卒業。1985年検察官任官、東京地方検察庁検事。東京高等検察庁検事兼東京地方検察庁検事等を経て、2009年仙台地方検察庁次席検事兼仙台地方検察庁石巻支部長。2010年東京地方検察庁特別公判部長。2012年千葉地方検察庁次席検事。2013年盛岡地方検察庁検事正。2015年長野地方検察庁検事正。2017年札幌地方検察庁検事正。2018年からさいたま地方検察庁検事正を務めた。2019年に退任した井内顯策の後任として八重洲公証役場公証人就任。

## 著書
- 『検察官になるには』（共著）ぺりかん社 2007年